# Autoportret (1966.)
Autoportret, kratki film redatelja Ivana Martinca.:131, 132, 134, 137